# Luz (metropolitana di San Paolo)
Luz è una stazione della linea 1 e della linea 4 della metropolitana di San Paolo. Si trova sotto l'omonima stazione ferroviaria, al confine tra i distretti di República e Sé.

## Storia
La stazione della linea 1 è stata inaugurata il 26 settembre 1975.
La stazione della linea 4 è stata aperta il 30 novembre 2004.

## Interscambi
Nelle vicinanze della stazione effettuano fermata diverse linee di autobus urbani e interurbani.
- Stazione ferroviaria (Stazione di Luz)
- Fermata autobus

## Servizi
La stazione dispone di:
- Accessibilità per portatori di handicap
- Ascensori
- Scale mobili
- Biglietteria a sportello
- Biglietteria automatica